# Fairview Park (Indiana)
Fairview Park es un pueblo ubicado en el condado de Vermillion en el estado estadounidense de Indiana. En el Censo de 2010 tenía una población de 1386 habitantes y una densidad poblacional de 608,11 personas por km².

## Geografía
Fairview Park se encuentra ubicado en las coordenadas 39°40′56″N 87°24′51″O / 39.68222, -87.41417. Según la Oficina del Censo de los Estados Unidos, Fairview Park tiene una superficie total de 2.28 km², de la cual 2.28 km² corresponden a tierra firme y (0%) 0 km² es agua.

## Demografía
Según el censo de 2010, había 1386 personas residiendo en Fairview Park. La densidad de población era de 608,11 hab./km². De los 1386 habitantes, Fairview Park estaba compuesto por el 98.2% blancos, el 0.14% eran afroamericanos, el 0.14% eran amerindios, el 0.22% eran asiáticos, el 0.14% eran isleños del Pacífico, el 0.65% eran de otras razas y el 0.51% pertenecían a dos o más razas. Del total de la población el 0.79% eran hispanos o latinos de cualquier raza.